# 鬼武者3
《鬼武者3》是在2004年2月26日由卡普空推出的一款PlayStation 2動作遊戲。本作的動作設計由甄子丹擔任

## 概要
《鬼武者3》以動作遊戲為主，是鬼武者系列中的第三作。
一開始以古代日本為背景，接著連結到現代的法國，因此在遊戲中有左馬介和傑克兩人為主角，以時空互換為背景進行遊戲，最後打敗在日本的本能寺之變的織田信長，結束旅程。

## 特點
- 一閃系統（在幻魔攻擊的瞬間即可發動一閃）

- 新增十連斬系統

- 鬼螢跳躍

## 故事大綱
信長並非因此魂飛魄滅，過了凡界十年時間（1582），在幻魔國師-基爾登斯坦（Guildenstern）的幫助下，信長再次得到重生，這次比他初次幻魔化時更加強悍，而這時候，久違凡界二十幾年的左馬介再度重現，以圖阻止幻魔再次降臨凡界。這次基爾登斯坦成功盜取鬼之一族的時空傳送術，以為幻魔族征服凡界打開方便之門。這時左馬介之叔父明智光秀決定與信長斷絕關係，發動歷史上有名的本能寺之變，討伐信長，左馬介決定追隨其叔父，以便把信長與幻魔一族一舉殲滅。就在與信長即將展開決鬥的一瞬間，左馬介突然被一股神秘的力量捲入其中，然後便不知所終。
畫面隨即一轉，轉到四百年後未來的凡界：遙遠的歐洲法國首都-巴黎。在晴日萬里的浪漫之都，在一瞬間化為屍橫遍野、血流成河的廢墟，原來基爾登斯坦企圖利用時空穿梭技術來征服整個時空的凡界。在巴黎街道上，一名法國軍警特務傑克（Jacques）正在目睹其同僚一個接一個慘遭魔鬼般的神秘兵團毒手，在他悲憤交織之際，忽然被相同的穿梭力量把他吸入，在他醒來後，竟發現自己身處於日本戰國時代。而在另一邊，左馬介忽然出現在他一點也不了解的神秘國度裡，但眼前卻出現再已熟悉不過的敵人。 原來左馬介與傑克在機緣巧合下相互轉送到各自的國度裡。
在鬼之一族的盟友天狗一族之一的阿兒的協助下，兩人分別開始了殲滅幻魔之旅。傑克在偶然下結識本能寺之變發生前十天的左馬介，以及不打不相識的戰國名將本多平八郎忠勝，而左馬介卻遇上傑克之子亨利（Henri）及其同僚兼未婚妻的蜜雪兒（Michelle）。在各方面的相互協助下，兩人終於在驚險重重的狀況，並同一時間內成功擊敗幻魔軍團。
傑克終於在本能寺之變，用所賜的鬼之力把幻魔王信長打敗，並成功返回自己的國度，與其子和同僚團圓；而左馬介則回到了本能寺之變的那一刻，並與趁傑克返回途中，慘遭信長（原來被傑克打敗的信長仍然生還）暗算殺害、奄奄一息、十日前的自己合體，變成真‧鬼武者，與幻魔王信長的最終形態展開宿世恩怨的決鬥，經過一番激戰，信長終於深受重創，被左馬介殲滅了。而長達二十年之久的幻魔之亂，也隨著信長的得力部下羽柴秀吉（豐臣秀吉）結束軍閥紛爭的局面，統一日本後，正式畫上休止符。而左馬介的名字也從此在凡界上銷聲匿跡，再也無人知曉。
但是鬼族及幻魔族之間的極深仇怨，並未為信長的死而得到平息，他們發誓會捲土重來。

## 角色介紹
| 人物          | 法語配音 | 日語配音 | 簡介                                                                                           |
| 明智左馬介    | 無       | 金城武   | 本作第一主角，明智光秀之姪，擁有鬼之力，得知信長重生後，再次進行消滅幻魔的行動。               |
| 傑克·布蘭     | 尚·雷諾  | 菅生隆之 | 本作第二主角，現代的法國人，因信長復活時空轉移到了日本的戰國時代。                             |
| 蜜雪兒·歐貝爾 | 未公開   | 淺川悠   | 法國陸軍中尉，傑克的未婚妻。                                                                   |
| 亨利·布蘭     | 未公開   | 矢島晶子 | 傑克的獨生子，精通電腦知識，因某種原因而對傑克和蜜雪兒的戀情持厭惡態度。                       |
| 阿兒          | 無       | 南央美   | 自古以來輔助鬼之一族的天狗一族。                                                               |
| 織田信長      | 無       | 大塚明夫 | 幻魔王。                                                                                       |
| 本多平八郎    | 無       | 玄田哲章 | 德川家康的親信，對家康忠心耿耿。由於信長和家康是同盟的關係，成為了幻魔的一方，但其實另有隱情。 |